# Хрест «За заслуги у військовій допомозі»

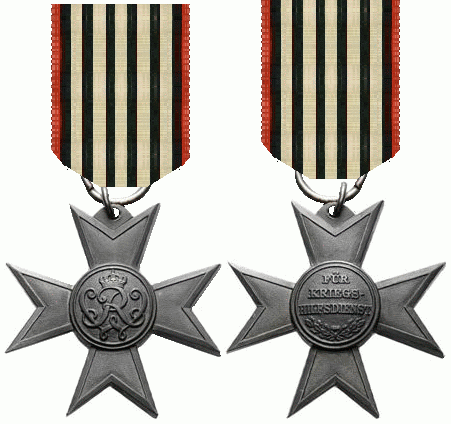
Хрест «За заслуги у військовій допомозі» (реверс і аверс)

Хрест «За заслуги у військовій допомозі» (нім. Verdienstkreuz für Kriegshilfe) - нагорода Пруссії.

## Історія
Нагороду заснував імператор Вільгельм II 5 грудня 1916 року для нагородження осіб з допоміжної військової служби.

## Опис
Мальтійський хрест із тонкого сірого цинку з круглим медальйоном посередині. На аверсі в центрі медальйону напис FÜR KRIEGS-HILFSDIENST (укр. ЗА ВІЙСЬКОВУ ДОПОМОГУ), на реверсі - ініціали імператора W R (лат. Wilhelm Rex).

## Відомі нагороджені
- Густав Крупп